# 弔辞
| ウィキペディアには「弔辞」という見出しの百科事典記事はありません（タイトルに「弔辞」を含むページの一覧/「弔辞」で始まるページの一覧）。 代わりにウィクショナリーのページ「弔辞」が役に立つかもしれません。 |